# أناركية فردية في أوروبا
انبثقت اللاسلطوية الفردية في أوروبا من القواعد التي أرساها ويليام غودوين، توسعت اللاسلطوية الفردية وتنوعت عبر أوروبا، وشملت تأثيرات من اللاسلطوية الفردية الأمريكية. تشير اللاسلطوية الفردية إلى العديد من التقاليد الفكرية ضمن الحركة اللاسلطوية التي تبرز الفرد وإرادته على المحددات الخارجية كالجماعات والمجتمع والتقاليد والأنظمة الأيديولوجية.
تأثرت اللاسلطوية الفردية الأوروبية المبكرة بالعديد من الفلاسفة، ومنهم بيير جوزيف برودون وماكس شتيرنر وهنري ديفيد ثورو. كان برودون رائدًا في مرحلة مبكرة من اللاسلطوية والتوجه اللاسلطوي الفردي الهام من التبادلية. أصبح شتيرنر شخصية رائدة في اللاسلطوية الفردية بنشر عمله الفريد بعنوان الأنا وذاتها والذي يُعد «نصًا مؤسسًا في تاريخ اللاسلطوية الفردية.» تؤيد فلسفة ماكس شتيرنر بأن يقوم الفرد بما يشاء بالضبط –دون الاكتراث للإله أو الدولة أو القواعد الأخلاقية. كان شتيرنر يرى الحقوق خطيئة في الفكر، وأن المجتمع لا وجود له، بل أن «الأفراد هم واقعه» –إذ أيّد الملكية بالقوة عوضًا عن الحق الأخلاقي. دعا شتيرنر لتأكيد الذات وتنبأ بـ «اتحاد من الأنانيين» المتحدين بموجب احترام ملكية بعضهم البعض. أكد ثورو على أن تعزيز الحياة البسيطة، والإدارة البيئية، والعصيان المدني، ذات تأثير على اللاسلطويين الفرديين الأوروبيين.
من التوجهات الهامة في اللاسلطوية الفردية الأوروبية عمومًا التركيز على الاستكشاف الذاتي الفردي ومواجهة الأعراف الاجتماعية. جذبت الفلسفة اللاسلطوية الفردية «أوساط الفنانين والمفكرين والطبقات المتوسطة الحضرية واسعة الاطلاع عمومًا». يصف موري بوكتشين على هذا الأساس العديد من اللاسلطويين الفرديين بأنهم أشخاص «أعربوا عن معارضتهم على هيئة شخصية فريدة، وخاصة في الميادين المحتدمة، والتصرفات الشائنة، وأنماط الحياة الشاذة في المعازل الثقافية لنهاية القرن في نيويورك وباريس ولندن. كعقيدة، بقيت اللاسلطوية الفردية إلى حد كبير نمط حياة بوهيمي، وواضحة في مطالبها بالحرية الجنسية (الحب الحر)، ومفتونة بمستجدات الفن والسلوك والملابس.» بهذه الطريقة، حظيت اتجاهات الحب الحر وأنماط الحياة الراديكالية الأخرى كالطبيعيناتية بشعبية بين اللاسلطويين الفرديين. هناك اتجاهات أخرى مهمة شائعة في اللاسلطوية الأوروبية ومنها الحب الحر واللاقانونية والفكر الحر. 
من اللاسلطويين الفرديين الأوروبيين المؤثرين: ألبرت ليبرتاد، وبيلغاريغ، وأوسكار وايلد، وإميل آرماند، وليف شيرني، وجون هنري ماكاي، وهان راينر، وأدولف براند، وميغيل غيمينيز إيغوالادا، ورينزو نوفاتور، وميشال أونفراي.

## التأثيرات المبكرة

### ويليام غودوين
كان ويليام غودوين لاسلطويًا فرديًا ولاسلطويًا فلسفيًا متأثرًا بأفكار عصر التنوير، وطور ما يعده الكثير أول تعبير عن الفكر اللاسلطوي الحديث. وفقًا لبيوتر كروبوتكين، كان غودوين «أول من صاغ المفاهيم السياسية والاقتصادية لللاسلطوية، رغم أنه لم يطلق هذا الاسم على الأفكار التي طورها في عمله.»  دعا غودوين إلى اللاسلطوية الفردية، واقترح إلغاء أي تعاون في مجال العمل. آمن غودوين، النفعي، بعدم تساوي جميع الأفراد في القيمة، وأن البعض منا «أكثر قيمة وأهمية» مقارنة بالآخرين بناءً على فائدتنا في تحقيق الخير الاجتماعي. يعتقد غودوين أنه ينبغي تفضيل الشخص الذي تتوافق حياته والمصلحة العامة، وتجنب المساواة في الحقوق. عارض غودوين الحكومة لانتهاكها حق الفرد في «الحكم الشخصي» لتحديد الإجراءات الأكثر فائدة، ولكنه اعترض أيضًا على كل سلطة مفروضة على حكم الفرد. طوّر شتيرنر هذا الجانب من فلسفة غودوين، باستبعاد النفعية، إلى شكل أكثر تطرف في وقت لاحق.
عارض غودوين كذلك الأفراد الذين يؤدون معًا في الأوركسترا، وكتب في تحري حول العدالة السياسية أن «كل ما يمكن إدراكه من مصطلح التعاون هو شر إلى حد ما». يُستثنى بوضوح من هذه المعارضة الرابطة التلقائية التي قد تنشأ عندما يتعرض مجتمع ما لتهديد قوة عنيفة. من الأسباب التي أدت إلى معارضة التعاون هو اعتقاده بأنه يعرقل قدرة الفرد بأن يكون خيرًا للمصلحة العليا. عارض غودوين فكرة الحكومة، لكنه كتب أن الدولة الدنيا هي «الشر الضروري» الحالي الذي سيصبح عديم الأهمية بصورة متزايدة وواهنًا بسبب انتشار المعرفة التدريجي. عارض صراحة الديمقراطية، خشية اضطهاد الأغلبية للفرد (رغم تفضيله للديمقراطية على الدكتاتورية).
أيّد غودوين الملكية الفردية للممتلكات، إذ عرفها بأنها «الإمبراطورية التي يحق لكل إنسان الحصول عليها من منتجات صناعته الخاصة». إلا أنه اقترح أيضًا أن يمنح كل فرد الآخر الفائض من ممتلكاته حين يكون الغير في حاجة له، دون أن ينطوي الأمر على تجارة (كالاقتصاد المجاني). وبالتالي، بينما يمتلك الأشخاص الحق في امتلاك ملكية خاصة، ينبغي أن يتبرعوا بها كنوع من الإيثار. أوضح غودوين هذا النهج قائلًا: «يمتلك كل شخص الحق في الامتلاك الحصري لمكافأة مُنحت له، ومن شأن ذلك أن يُنتج كمًا كبيرًا من المنفعة أو المتعة أكثر مما قد خصص لهذا» مع ذلك، يرى غودوين أن الإحسان ليس إجباريًا لأن ذلك يخضع لحكم فردي خاص حر. لم يدافع عن مجتمع إنتاجي أو يطالب بملكية جماعية كما هو متعارف في الشيوعية، ولكن كان لمعتقده بأنه ينبغي على الأفراد مساعدة من هو في حاجة أثر على التطور اللاحق لللاسلطوية الشيوعية.
تنوعت آراء غودوين السياسية ولم تتفق كليًا مع أي من الأيدولوجيات التي تصرح بالتأثر به، يعتبر مؤلفو كتب المعيار الاشتراكي، جزء من الحزب الاشتراكي البريطاني، غودوين فرديًا وشيوعيًا، في حين لم يعتبر اللاسلطوي الرأسمالي، موراي روثبارد، غودوين فرديًا، مشيرًا له بـ«مؤسس اللاسلطوية الشيوعية»، ويرى المؤرخ ألبيرت وايزبور غودوين لاسلطويًا فرديًا دون أي تحفظات. يرى بعض الكُتاب تناقضًا بين مناصرة غودوين «للحكم الخاص» والنفعية، عندما يقول أن الأخلاق تتطلب أن يمنح الأفراد فائض ممتلكاتهم لبعضهم البعض ومن شأن ذلك أن يؤدي إلى مجتمع قائم على المساواة، ولكنه يصر في نفس الوقت على أن جميع الأشياء متروكه لاختيار الفرد. تغيرت العديد من أفكار غودوين عبر الزمن، كما لاحظ ذلك كروبوتكين.

### بيير جوزيف برودون
بيير جوزيف برودون (1809-1865) هو أول فيلسوف يصف نفسه باللاسلطوي. يرى البعض برودون لاسلطويًا فرديًا، بينما يراه آخرون لاسلطويًا اشتراكيًا. لا يصنف بعض المعلقين برودون كلاسلطوي فردي بسبب تفضيله للمشاركة في الصناعات الكبيرة على التحكم الفردي. بيد ذلك، كان ذو تأثير كبير على الفرديين الأمريكيين، وذلك في أربعينات وخمسينات القرن الثامن عشر، قدّم تشارلز أندرسون دانا وويليام باتشيلدر غريني أعمال برودون للولايات المتحدة. عدّل غريني تبادلية برودون لتوائم الظروف الأمريكية وعرضها على بنجامين تاكر.
عارض برودون امتياز الحكومة الذي يحمي مصالح الرأسمالية والمصرفية والأراضي، وتكديس أو حيازة الممتلكات (وأي شكل من الإكراه الذي من شأنه التسبب بذلك) إذ كان يرى أن ذلك يعيق المنافسة ويبقي الثروة في أيادي قلة. فضّل برودون حق الأفراد بالاحتفاظ بناتج عملهم كملكية خاصة لهم، ولكنه رأى أيضًا أن جميع الممتلكات الأخرى غير مشروعة. بالتالي، رأى الملكية الخاصة أمرًا ضروريًا للحرية وطريقًا للاستبداد، إذ يكون الأول نتيجة العمل وضروريًا له وأما الثاني فيؤدي للاستغلال (ربح أو فائدة أو ريع أو ضرائب). أطلق على السابق اسم (الامتلاك) والأخير (ملكية). بالنسبة للصناعات الكبيرة، أيد الجمعيات العمالية لتحل محل رواتب العمالة وعارض ملكية الأرض.
أكد برودون أنه ينبغي على العمال الاحتفاظ بكل ما ينتجونه، وأن احتكارات الائتمان والأرض هي القوى التي من شأنها منع ذلك. دعا إلى نظام اقتصادي يشمل حيازة الممتلكات الخاصة وتبادلها دون ربح وأطلق عليه اسم التبادلية. رفض جوزيف ديجاك فلسفة برودون صراحة، وفضّل الشيوعية اللاسلطوية بدلًا من ذلك، وأكد لاحقًا لبرودون في رسالة أنه «ليس ناتج العمل ما يحق للعامل أن يمتلكه، وإنما لإرضاء حاجاته وإشباعها، مهما كانت طبيعتها.» فردية بدلًا من الشيوعية اللاسلطوية، صرح برودون أن «الشيوعية.. هي نكران صارخ لمؤسسة المجتمع..» وقال جملته المشهورة «الملكية سرقة!» في إشارة لرفض حقوق الملكية لمنح الأرض لشخص لا يستخدمها.
بعد انشقاق ديجاك وآخرون عن برودون، اتسمت العلاقة مع الفرديين والشيوعيين اللاسلطويين بدرجات متفاوتة من العداء والانسجام. فعلى سبيل المثال، ترجم الفرديون أمثال تاكر أعمال الجماعيين كميخائيل باكونين وأعادوا طباعتها في الوقت الذي رفضوا فيه الجوانب الاقتصادية للجماعية والشيوعية لعدم توافقها مع مبادئ اللاسلطوية.